# Togo az 1972. évi nyári olimpiai játékokon
Togo az NSZK-beli Münchenben megrendezett 1972. évi nyári olimpiai játékok egyik részt vevő nemzete volt. Az országot az olimpián 3 sportágban 7 sportoló képviselte, akik érmet nem szereztek. Togo első alkalommal vett részt az olimpiai játékokon.

## Atlétika
Férfi
| Versenyző    | Versenyszám | Előfutam | Előfutam | Előfutam | Elődöntő | Elődöntő | Elődöntő | Döntő   | Döntő    |
| Versenyző    | Versenyszám | Idő      | Hely.    | Össz.    | Idő      | Hely.    | Össz.    | Idő     | Helyezés |
| ------------ | ----------- | -------- | -------- | -------- | -------- | -------- | -------- | ------- | -------- |
| Roger Kangni | 800 m       | 1:52,1   | 7.       | 47.      | kiesett  | kiesett  | kiesett  | kiesett | kiesett  |

| Versenyző     | Versenyszám | Selejtező | Selejtező | Döntő    | Döntő    |
| Versenyző     | Versenyszám | Eredmény  | Helyezés  | Eredmény | Helyezés |
| ------------- | ----------- | --------- | --------- | -------- | -------- |
| Martin Adouna | Távolugrás  | 725 cm    | 31.       | kiesett  | kiesett  |

## Kerékpározás

### Országúti kerékpározás
| Versenyző                 | Versenyszám   | Idő           | Helyezés      |
| ------------------------- | ------------- | ------------- | ------------- |
| Gbedikpe Emmanuel Amouzou | Mezőnyverseny | nem ért célba | nem ért célba |
| Charles Leodo             | Mezőnyverseny | nem ért célba | nem ért célba |
| Tompson Mensah            | Mezőnyverseny | nem ért célba | nem ért célba |

## Ökölvívás
| Versenyző     | Versenyszám | Selejtező                | 32-es főtábla                  | Nyolcaddöntő      | Negyeddöntő       | Elődöntő          | Döntő             | Helyezés |
| Versenyző     | Versenyszám | Ellenfél Eredmény        | Ellenfél Eredmény              | Ellenfél Eredmény | Ellenfél Eredmény | Ellenfél Eredmény | Ellenfél Eredmény | Helyezés |
| ------------- | ----------- | ------------------------ | ------------------------------ | ----------------- | ----------------- | ----------------- | ----------------- | -------- |
| Guy Segbaya   | Pehelysúly  | erőnyerő                 | Mohamed Salah Amin (EGY) · 0-5 | kiesett           | kiesett           | kiesett           | kiesett           | 17.      |
| Komlan Kalipe | Váltósúly   | Jesse Valdez (USA) · 0-5 | kiesett                        | kiesett           | kiesett           | kiesett           | kiesett           | 33.      |